# Barathrum
Barathrum är ett black/doom metal-band från Finland som grundades år 1990 i Kuopio. Bandets ursprungliga namn var Darkfeast.

## Medlemmar
Nuvarande medlemmar
- Demonos Sova (Janne Sova) – sång, basgitarr (1990– ), keyboard (1991–1993), trummor (1993), gitarr (1993, 1995–1996)
- Nuklear Tormentörr (Tomo Törnqvist) – basgitarr (2000– )
- Pelceboop (Mikko Silvennoinen) – gitarr (2000–2007, 2016– )
- Vendetta (Pete Raatikainen) – trummor (2012– )
- Ruttokieli (Matias Autio aka "Lord Theynian") – basgitarr (2014– )

Tidigare medlemmar
- Ilu (Ilari Jäntti) – trummor (1990–1992)
- Aki Hytönen – gitarr (1990–1991)
- Neva – gitarr (1991)
- Niko – gitarr (1991–1992)
- Jetblack Roima – gitarr (1991, 2012–2015)
- Infernus – basgitarr (1993–1996)
- Necronom Dethstrike – trummor (1993)
- Destrukkktorr – trummor (1993–1994)
- Bloodbeast – gitarr (1993–1994)
- Reaper Sklethnor – gitarr (1993–1994)
- Crowl – basgitarr (1994)
- Pimeä – trummor (1995–1996)
- Sulphur – gitarr (1996)
- G'thaur (Janne Leinonen) – basgitarr (1998–2012), bakgrundssång (2002–2012)
- Nattasett (Pasi Kankkunen) – trummor (1998)
- Anathemalignant (Anti-Pekka Kanntinen) – gitarr (1998, 2000–2004, 2007–2012)
- Beast Dominator (Samuel Ruotsalainen) – trummor (1999–2000)
- Warlord – gitarr (1999)
- Somnium' (Teemu Raimoranta) – gitarr (1999–2000; död 2003)
- Abyssir' (Janne Parviainen) – trummor (2000–2007)
- Pelceboop (Mikko Silvennoinen) – gitarr (2000–2007)
- Trollhorn (Henri Sorvali) – keyboard (2000–2001)
- Daimos666 – gitarr (2005–2007)
- Agathon Frosteus (Juha Hintikka) – trummor (2007–2010)
- Raakalainen (Jani Metsälä) – gitarr (2007–2017)
- Avenger – trummor (2011–2013)
- Ceasar (Tommi Launonen) – basgitarr (2012–?)

## Diskografi
Demo
- 1991 – From Black Flames To Witchcraft
- 1991 – Witchmaster
- 1992 – Battlecry
- 1993 – Sanctissime Colere Satanas
- 1993 – Sanctus Satanas (Studio & Stage)
- 1993 – Soaring up from Hell
- 1997 – Devilry

Studioalbum
- 1994 – Hailstorm
- 1995 – Eerie
- 1996 – Infernal
- 1998 – Legions of Perkele
- 1999 – Saatana
- 2000 – Okkult
- 2002 – Venomous
- 2005 – Anno Aspera - 2003 Years After Bastard's Birth
- 2017 – Fanatiko

Livealbum
- 2009 – Long Live Satan

EP
- 2010 – Unholy Conspiracy (delad EP med Epäkristus)
- 2014 – Warmetal
- 2019 – Disciples of Filth (delad EP med Wrok)

Singlar
- 1997 – "Jetblack"
- 2002 – "Black Flames And Blood"
- 2017 – "Hellspawn"

Samlingsalbum
- 2014 – Jetblack Warmetal